# Všeruby (okres Domažlice)
Všeruby (Duits: Neumark, soms ter onderscheiding van andere plaatsen met dezelfde naam Všruby u Kdyně genoemd) is een Tsjechische vlek (městys) in de regio Pilsen, en maakt deel uit van het district Domažlice. Všeruby telt 795 inwoners (2023).

## Geschiedenis
- 1040 – In de buurt van Všeruby vindt een slag plaats tussen Boheemse hertog Břetislav I en de Duitse koning Hendrik III waarin in de Bohemers de Duitsers weten te verslaan.
- 2008 – De gemeente Všeruby krijgt (opnieuw) de status vlek.[1]